# Klanac Perjasički
Klanac Perjasički es una localidad de Croacia situada en el municipio de Slunj, en el condado de Karlovac. Según el censo de 2021, tiene una población de 5 habitantes.

## Demografía
| Gráfica de población de Klanac Perjasički 1857-2021                |
|                                                                    |
| Según los censos de población de la Oficina de Estadísticas Croata |